# 콜롬비아 공화국은행
콜롬비아 공화국은행(스페인어: Banco de la República)은 콜롬비아의 중앙은행이다. 1880년 처음 설립되었으며, 1992년 31일 법률에 따라 새로운 콜롬비아 헌법에 의거한 주요 현대적 기능이 의회에 자세히 설명되었다. 그 중 하나가 콜롬비아 통화인 콜롬비아 페소의 발행이다.

## 연혁
지금의 은행에는 최소 3개의 전신이 있다. 첫 번째 은행은 1880년에 설립되었으며 국가 자금을 처리하고, 통화를 발행하고, 국가에 대출을 하는 기능을 하였다. 1894년에 의회는 화폐와 채권 발행이 과도하게 이루어지자 은행을 폐쇄하였다. 1905년 라파엘 레이예스 대통령이 콜롬비아 중앙은행을 설립하였으나 반대자들에 의해 1910년 폐쇄되었다.

## 같이 보기
- 콜롬비아 페소
- 콜롬비아의 경제